# Nathanaels Kirke
Nathanaels Kirke ligger på Holmbladsgade 19 på Amager.

## Historie
Nathanaels Kirke blev indviet den 19. marts 1899.
Nathanaels Kirke blev opført på initiativ af Foreningen til opførelse af små kirker i København. Denne forening blev stiftet i 1886 af tre kvinder, Emilie Neergaard, Inger Marie Schiøler og Thea von Ripperda. Foreningen havde tilslutning fra kredse i hele landet. Når en kirke stod færdig, blev den overdraget til Kirkefondet, som stod for den videre drift.

## Aktiviteter
Kirken tilbyder en bred vifte af gudstjenester, aktiviteter og koncerter.
Ved kirken er tillige en særlige indsats for børn og unge i samarbejde med FDF K12 Amagerbro Arkiveret 22. april 2016 hos  Wayback Machine

## Orgel
Et nyt orgel installeres i 2007.

## Eksterne kilder og henvisninger
- Nathanaels Kirke Arkiveret 31. januar 2011 hos  Wayback Machine hos nordenskirker.dk
- Nathanaels Kirke hos KortTilKirken.dk